# Metromenus latifrons
Metromenus latifrons är en skalbaggsart som beskrevs av Sharp 1903. Metromenus latifrons ingår i släktet Metromenus och familjen jordlöpare. Inga underarter finns listade i Catalogue of Life.